# Artem Koschowyj
Artem Witalijowytsch Koschowyj (ukrainisch Артем Віталійович Кошовий, englische Transkription: Artem Koshovyi; * 8. Juni 1989) ist ein ukrainischer Poolbillardspieler aus Kiew. Er ist mit 20 Titeln ukrainischer Rekordmeister und wurde zweimal Vizeeuropameister – 2010 im 14/1 endlos und 2012 im 8-Ball. 2017 wurde er ukrainischer Meister im Snooker.

## Karriere

### Poolbillard
Bei Jugendeuropameisterschaften gewann Artem Koschowyj insgesamt vier Medaillen bei Einzelwettbewerben. Nachdem er 2002 Dritter im 9-Ball der Schüler geworden war, erreichte er 2003 das Finale und unterlag dort dem Deutschen Marko Schmidt. 2006 und 2007 gewann er die Bronzemedaille im 8-Ball-Wettbewerb der Junioren. Zudem wurde er 2004 mit der ukrainischen Schülermannschaft Vizeeuropameister und 2007 mit den ukrainischen Junioren EM-Dritter. 2005 erreichte er das Halbfinale der Juniorenweltmeisterschaft.
Bei der Europameisterschaft 2008 erreichte er in den Disziplinen 8-Ball und 9-Ball das Achtelfinale und schied dort gegen Robert Sudić beziehungsweise Darren Appleton aus. Im März 2009 zog Koschowyj bei den Italy Open erstmals in die Finalrunde eines Euro-Tour-Turniers ein. In der Runde der letzten 32 unterlag er dem Portugiesen Pedro Fonseca nur knapp mit 8:9. Bei der EM 2009 erreichte er im 9-Ball die Runde der letzten 32. Ein Jahr später gewann er seine ersten EM-Medaillen bei den Herren. Beim 14/1-endlos-Wettbewerb erreichte er das Finale, in dem er sich jedoch dem Spanier David Alcaide mit 3:125 geschlagen geben musste. Zudem erreichte er das Halbfinale im 10-Ball und das Viertelfinale im 9-Ball. Im Juli 2010 schaffte er es erstmals in die Finalrunde der 9-Ball-Weltmeisterschaft, bei der er in der Runde der letzten 64 gegen Raymund Faraon verlor. Bei den Costa Blanca Open 2010 erreichte er sein erstes Euro-Tour-Achtelfinale und verlor dieses mit 7:8 gegen Konstantin Stepanow.
Bei der EM 2011 schaffte er es in den Disziplinen 14/1 endlos und 8-Ball ins Achtelfinale. Im April 2011 wurde Koschowyj bei den Beijing Open Siebzehnter. Wenige Tage später erreichte er bei der 10-Ball-Weltmeisterschaft die Runde der letzten 64, in der er Sascha-Andrej Tege mit 5:9 unterlag. Bei der EM 2012 zog er ins 8-Ball-Finale ein und verlor dort mit 0:8 gegen den Österreicher Mario He. Zuvor hatte er im 10-Ball das Viertelfinale erreicht. Nachdem er bei den Austria Open 2012 erstmals ins Viertelfinale gekommen war, gewann Koschowyj bei den German Open 2012 seine erste Euro-Tour-Medaille, als er das Halbfinale erreichte und gegen Niels Feijen ausschied. Bei den North Cyprus Open 2012 und 2013 sowie beim 14/1-endlos-Wettbewerb der EM 2013 erreichte er das Viertelfinale.
Bei der EM 2014 gelangte er im 10-Ball ins Achtelfinale. Bei der 9-Ball-WM 2014 schied er hingegen in der Vorrunde aus. Ab 2014 nahm er nur noch vereinzelt an Euro-Tour-Turnieren teil. Nachdem er 2015 nicht an der Europameisterschaft teilgenommen und auf der Euro-Tour lediglich bei den Dutch Open die Finalrunde erreicht hatte, schaffte er es beim 9-Ball-Wettbewerb der EM 2016 ins Viertelfinale, in dem er Denis Grabe mit 5:9 unterlag. Im August 2016 erzielte er sein bis dahin bestes Ergebnis bei einer Weltmeisterschaft. Bei der 9-Ball-WM erreichte er nach Siegen gegen Johann Chua und Chang Jung-Lin das Achtelfinale, in dem er nur knapp mit 10:11 gegen den Schotten Jayson Shaw ausschied. Wenig später erreichte er bei den Kuwait Open 2016 die Runde der letzten 64.
Bei der EM 2017 wurde er für die Wettbewerbe im 8-Ball und 9-Ball nominiert. Im 9-Ball erreichte er das Sechzehntelfinale, in dem er gegen den späteren Finalisten Ronald Regli verlor.

### Snooker
Bereits 2005 gewann Koschowyj durch einen Finalsieg gegen Kostjantyn Kulyk ein Turnier des ukrainischen Pokalwettbewerbs. Sechs Jahre später nahm er erstmals an der ukrainischen Meisterschaft teil und erreichte das Viertelfinale. 2013 zog er beim Finalturnier des ukrainischen Pokals ins Endspiel ein, in dem er den Rekordmeister Serhij Issajenko nach einem 0:3-Rückstand mit 4:3 besiegte. Im Oktober 2017 wurde er durch einen 4:2-Sieg gegen Wladyslaw Wyschnewskyj zum ersten Mal ukrainischer Meister.

## Erfolge
Poolbillard
- Ukrainischer 14/1-endlos-Meister: 2005, 2008, 2010, 2011, 2012, 2013, 2014
- Ukrainischer 8-Ball-Meister: 2008, 2010, 2011, 2012, 2013, 2014
- Ukrainischer 9-Ball-Meister: 2008, 2009, 2012, 2013, 2014
- Ukrainischer 10-Ball-Meister: 2009, 2012
- 14/1-endlos-Vizeeuropameister: 2010
- 8-Ball-Vizeeuropameister:  2012

Snooker
- Ukrainischer Meister: 2017